# Экзотический эротизм

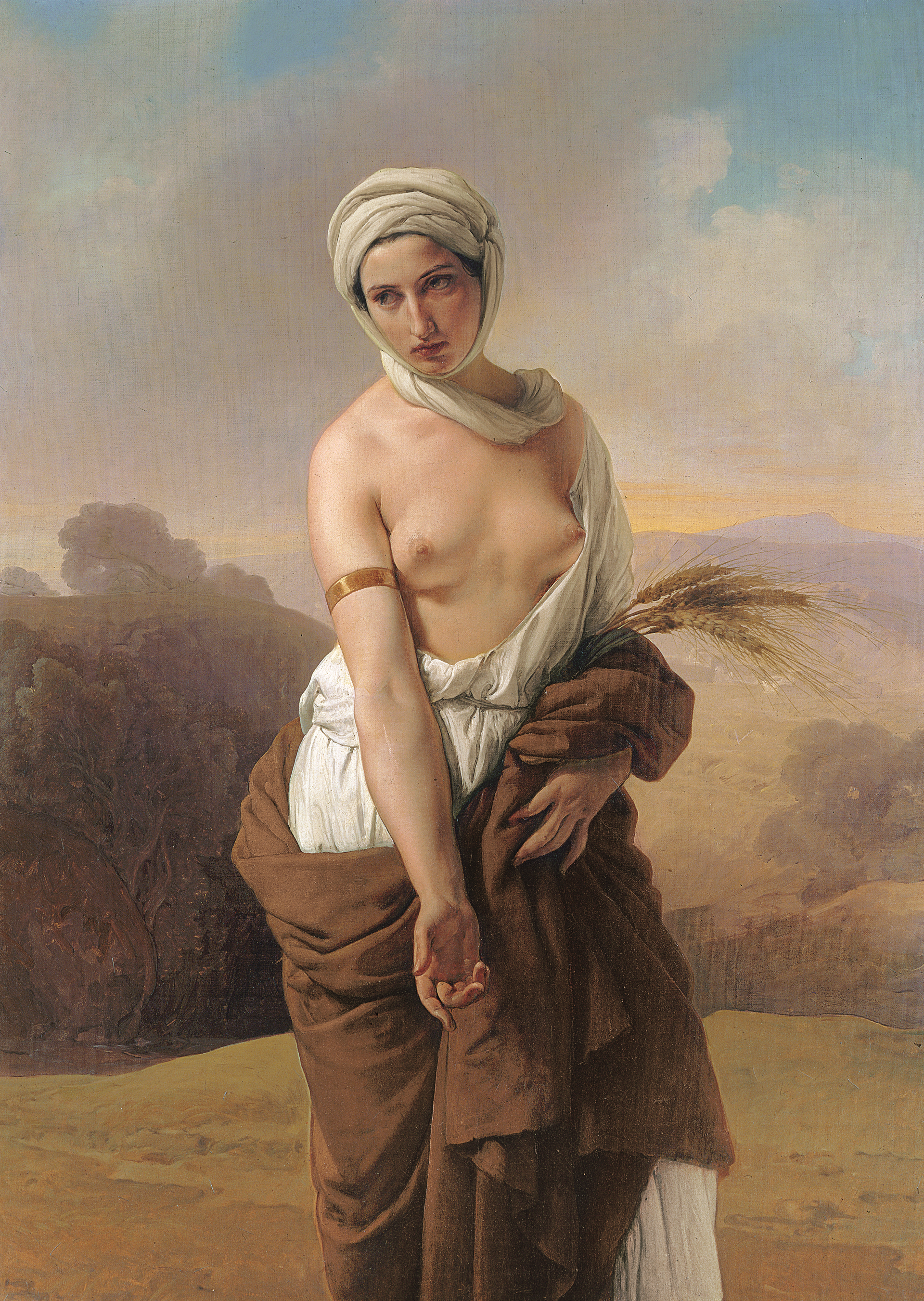
Франческо Айец, «Руфь» (1835)

Экзотический эротизм — художественное направление преимущественно XIX века, акцентирующее внимание на красоте женщины в экзотическом (восточном) обрамлении.
Предшествующие направления эротизма использовали преимущественно античные, мифологические и библейские сюжеты, в которых подчёркивалась либо чистота и целомудренность (неоклассический эротизм) либо давался отстранённый, «холодный» взгляд на страсти, присутствующие в античных сюжетах. Экзотический эротизм делает особый акцент на чувственности женского тела, не скрывает эротических желаний, присущих женщине.
Типичным полотном экзотического эротизма является картина «Турецкие бани» Жана Энгра (1862). Художник изобразил охваченных истомой женщин, лежащих в ленивых, расслабленных позах, а также восточный танец обнажённой красавицы на втором плане. Но и до «Турецких бань» восточная атрибутика жанровых, мифологических и библейских сюжетов является лишь поводом для поклонения красоте женского тела. К примеру, «Туалет Эсфири» (1842) Теодора Шассерио и «Руфь» (1835) Франческо Айец, хоть и посвящены, как и многие полотна Рембрандта, библейским темам, художники в первую очередь стремились передать атмосферу желания и неги.

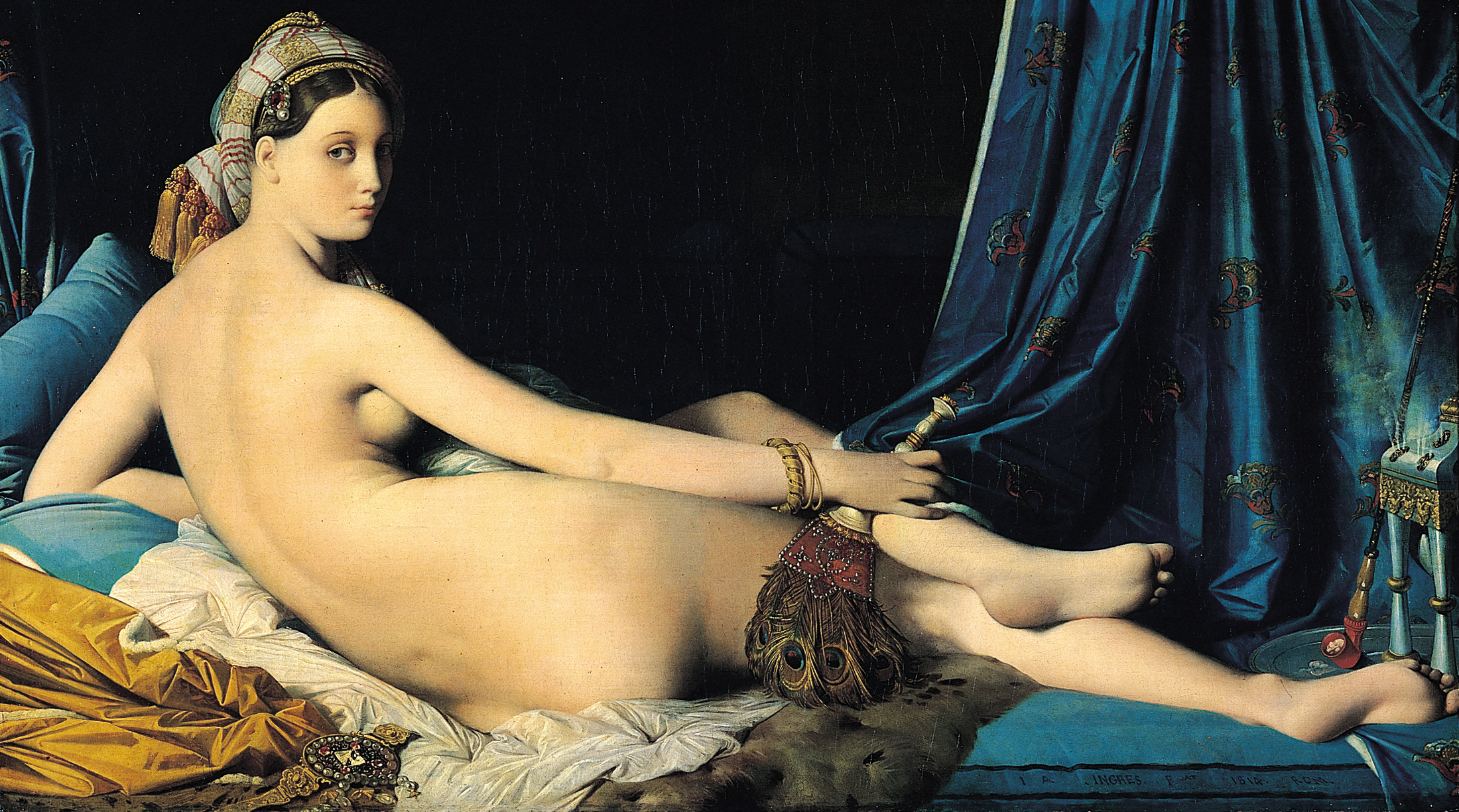
Ж. Энгр, «Большая одалиска» (1814)